# Премия TVyNovelas за лучшую роль в исполнении молодого актёра
Премия TVyNovelas за лучшую роль в исполнении молодого актёра (исп. Mejor actor joven) — престижная ежегодная награда лучшему молодому начинающему актёру в теленовеллах производства компании Televisa, вручаемая в рамках премии TVyNovelas.
Данная номинация впервые появилась на премии в 1985 году, однако в начале 2000-х было принято решение от неё отказаться. Вновь номинация появилась на один год в 2006, а в 2009 году уже окончательно вернулась в список актуальных номинаций премии и существует по настоящее время. Первым победителем в номинации страл Гильермо Капетильо, за роль Виктора Альфонсо Мартинеса Бустаманте в теленовелле «Хищница».

## Номинанты и победители
В списке приведены сведения о номинантах и победителях, сгруппированные по церемониям (годам) и десятилетиям. В таблицы включены имена актёров и названия теленовелл, за которые получена номинация.
Победители каждого года указаны первыми в списке, выделены полужирным шрифтом на золотом фоне.

### 1980-е
| Год  | Актёр                | Название теленовеллы |
| ---- | -------------------- | -------------------- |
| 1985 | Гильермо Капетильо   | Хищница              |
| 1985 | Хайме Гарса          | Гваделупе            |
| 1985 | Мануэль Саваль       | Счастливые годы      |
| 1986 | Хуан Антонио Эдвардс | Пожить немножко      |
| 1986 | Артуро Пениче        | Пожить немножко      |
| 1986 | Эдуардо Паломо       | Падший ангел         |
| 1986 | Хайме Гарса          | Пожить немножко      |
| 1988 | Эрнесто Лагуардия    | Пятнадцатилетняя     |
| 1988 | Эдгардо Хаскон       | Боль от молчания     |
| 1988 | Луис Хавьер          | Виктория             |
| 1989 | Эрнесто Лагуардия    | Цветок и корица      |
| 1989 | Демиан Бичир         | Общество скупцов     |
| 1989 | Омар Фьерро          | Любовь в тишине      |

### 1990-е
| Год  | Актёр                 | Название теленовеллы     |
| ---- | --------------------- | ------------------------ |
| 1990 | Эдуардо Яньес         | Сладкое желание          |
| 1990 | Гильермо Гарсия Канту | Дом в конце улицы        |
| 1990 | Мигель Писарро        | Тереса                   |
| 1991 | Омар Фьерро           | Когда приходит любовь    |
| 1991 | Ари Тельч             | Сила любви               |
| 1991 | Армандо Арайса        | Лик моего прошлого       |
| 1991 | Эрнесто Лагуардия     | Пепел и алмазы           |
| 1991 | Рафаэль Рохас         | Моя маленькая Соледад    |
| 1992 | Рауль Араиса          | Цепи горечи              |
| 1992 | Эдуардо Паломо        | Шаловливая мечтательница |
| 1992 | Тоньо Маури           | Матери-эгоистки          |
| 1993 | Эдуардо Сантамарина   | На встречу солнцу        |
| 1993 | Эдуардо Капетильо     | Потанцуй со мной         |
| 1993 | Эдуардо Паломо        | Треугольник              |
| 1994 | Родриго Видаль        | Две женщины, одна судьба |
| 1994 | Эдуардо Сантамарина   | Там, за мостом           |
| 1994 | Педро Фернандес       | В поисках рая            |
| 1995 | Херман Гутьеррес      | Кристальная империя      |
| 1995 | Алексис Айала         | Розовые шнурки           |
| 1995 | Херардо Эммер         | Пленница любви           |
| 1996 | Освальдо Бенавидес    | Мария из предместья      |
| 1996 | Арат де ла Торре      | Перекрёстки              |
| 1996 | Даниэль Самора        | Мария Хосе               |
| 1998 | Освальдо Бенавидес    | Мне не жить без тебя     |
| 1998 | Алекс Вон             | Секрет Алехандры         |
| 1999 | Гай Эккер             | Ложь                     |
| 1999 | Маурисио Ислас        | Драгоценная              |
| 1999 | Рене Стриклер         | Привилегия любить        |

### 2000-е
| Год  | Актёр              | Название теленовеллы    |
| ---- | ------------------ | ----------------------- |
| 2000 | Куно Беккер        | Обманутые женщины       |
| 2000 | Эдуардо Верастеги  | Мятежная душа           |
| 2000 | Хорхе Салинас      | Три женщины             |
| 2006 | Маурисио Аспе      | Мачеха                  |
| 2006 | Альфонсо Эррера    | Мятежники               |
| 2006 | Кристофер Укерманн | Мятежники               |
| 2006 | Хосе Луис Ресендес | Мачеха                  |
| 2007 | Иманол Ландета     | Почтовый индекс         |
| 2007 | Эрик Гуча          | Самая красивая дурнушка |
| 2009 | Элиасар Гомес      | Дуракам в раю не место  |
| 2009 | Эухенио Сильер     | К чёрту красавцев       |
| 2009 | Хосе Рон           | Клянусь, что люблю      |

### 2010-е
| Год  | Актёр                  | Название теленовеллы              |
| ---- | ---------------------- | --------------------------------- |
| 2010 | Хосе Рон               | Преуспевающие Пересы              |
| 2010 | Элиасар Гомес          | Гадкий утёнок                     |
| 2010 | Гонсало Гарсия         | Лето любви                        |
| 2011 | Альфонсо Досаль        | Дневники супружества              |
| 2011 | Диего Амосуррутия      | Полная любви                      |
| 2011 | Элиасар Гомес          | Когда я влюблен                   |
| 2012 | Освальдо де Леон       | Счастливая семья                  |
| 2012 | Алехандро Спейтсер     | Надежда сердца                    |
| 2012 | Брандон Пениче         | Не с тобой, не без тебя           |
| 2012 | Диего Амосуррутия      | Возлюбленное сердце               |
| 2013 | Фердинандо Валенсия    | Для неё я Ева                     |
| 2013 | Эдди Вилард            | Свирепая любовь                   |
| 2013 | Пабло Лайл             | Кусочек неба                      |
| 2014 | Алехандро Спейтсер     | Лгать чтобы выжить                |
| 2014 | Элиасар Гомес          | Настоящая любовь                  |
| 2014 | Рикардо Франко         | Непокорное сердце                 |
| 2015 | Хосе Эдуардо Дербес    | Какие же бедные эти богатые       |
| 2015 | Брандон Пениче         | Нелюбимая                         |
| 2015 | Хуан Пабло Хиль        | Моё сердце твоё                   |
| 2015 | Пабло Лайл             | Навсегда моя любовь               |
| 2016 | Брандон Пениче         | Пусть Бог тебя простит            |
| 2016 | Альфонсо Досаль        | Не отпускай меня                  |
| 2016 | Альфредо Гатика        | Соседка                           |
| 2016 | Диего Эрисе            | Тень прошлого                     |
| 2016 | Пол Стэнли             | Любовь на районе                  |
| 2017 | Поло Морин             | Мечта о любви                     |
| 2017 | Федерико Айос          | Кандидатка                        |
| 2017 | Хосе Пабло Минор       | Без следа                         |
| 2017 | Джошуа Гутьеррес       | Отель секретов                    |
| 2017 | Хуан Пабло Хиль        | Амазонки                          |
| 2018 | Херман Бракко          | Поддаться искушению               |
| 2018 | Алекс Переа            | Двойная жизнь Этелы Каррильо      |
| 2018 | Эммануэль Орендей      | Без твоего взгляда                |
| 2018 | Эммануэль Паломарес    | На диких землях                   |
| 2018 | Хуан Диего Коваррубиас | Я признаю свою вину               |
| 2019 | Сантьяго Ачага         | Like                              |
| 2019 | Гонсало Пенья          | Любить до смерти                  |
| 2019 | Карлос Саид            | Like                              |
| 2019 | Маурисио Эбад          | Like                              |
| 2019 | Эмилио Осорио          | Семья моего мужа стала ещё больше |

## Многократные номинанты
В таблицах полужирным золотым шрифтом отмечены годы побед.
| 4 номинации           | 4 номинации            |
| --------------------- | ---------------------- |
| • Элиасар Гомес       | 2009, 2010, 2011, 2014 |
| 3 номинации           |                        |
| • Брандон Пениче      | 2012, 2015, 2016       |
| • Эдуардо Паломо      | 1986, 1992, 1993       |
| • Эдуардо Сантамарина | 1993, 1994             |
| • Эрнесто Лагуардия   | 1988, 1989, 1991       |

| 2 номинации         | 2 номинации | 2 номинации          | 2 номинации |
| ------------------- | ----------- | -------------------- | ----------- |
| • Диего Амосуррутия | 2011, 2012  | • Освальдо Бенавидес | 1996, 1998  |
| • Пабло Лайл        | 2013, 2015  | • Хайме Гарса        | 1985, 1986  |
| • Хосе Рон          | 2009, 2010  | • Хуан Пабло Хиль    | 2015, 2017  |

## Рекорды и достижения
- Актёры, получившие наибольшее количество наград (2):
  - Эрнесто Лагуардия
  - Освальдо Бенавидес
- Актёр, имеющий самое большое количество номинаций (4):
  - Элиасар Гомес[исп.]
- Актёр, победивший во всех своих номинациях (2):
  - Освальдо Бенавидес
- Актёр, с самым большим количеством не выигранных номинаций:
  - Эдуардо Паломо[исп.]
- Самый молодой победитель в номинации:
  - Освальдо Бенавидес — 17 лет
- Самый молодой номинант на премию:
  - Алехандро Спейтсер[исп.] — 16 лет
- Самый старший победитель в номинации:
  - Гай Эккер — 40 лет
- Самый старший номинант на премию:
  - Рене Стриклер[исп.] — 36 лет
- Актёр, победивший с самым маленьким интервалом между победами:
  - Эрнесто Лагуардия (Пятнадцатилетняя, 1988 и Цветок и корица, 1989) — 1 год
- Актёр, победивший с самым большим интервалом между победами:
  - Освальдо Бенавидес (Мария из предместья, 1996 и Мне не жить без тебя, 1998) — 2 года
- Актёр, выигравший премию, несмотря на то, что играл главную отрицательную роль:
  - Родриго Видаль (Две женщины, одна судьба[исп.], 1994)
- Актёр, номинированный на премию, несмотря на то, что играл главную отрицательную роль:
  - Рафаэль Рохас (Потанцуй со мной[исп.], 1993)
- Актёры-иностранцы, победившие в номинации:
  - Гай Эккер — Бразилия
  - Освальдо де Леон[исп.] — США
  - Сантьяго Ачага — Аргентина